# Melissa Mantak
Melissa Mantak (1962) es una deportista estadounidense que compitió en triatlón. Ganó una medalla de bronce en el Campeonato Mundial de Triatlón de 1992.

## Palmarés internacional
| Campeonato Mundial | Campeonato Mundial  | Campeonato Mundial | Campeonato Mundial |
| Año                | Lugar               | Medalla            | Prueba             |
| ------------------ | ------------------- | ------------------ | ------------------ |
| 1992               | Huntsville (Canadá) | Medalla de bronce  | Individual         |